# 4058 Сесілґрін
4058 Сесілґрін (4058 Cecilgreen) — астероїд головного поясу, відкритий 4 травня 1986 року.
Тіссеранів параметр щодо Юпітера — 3,215.